# Stanisław Dębicki (prawnik)
Stanisław Dębicki (ur. 1891, zm. wiosną 1940 w Charkowie) – polski prawnik, prokurator, sędzia, ofiara zbrodni katyńskiej.

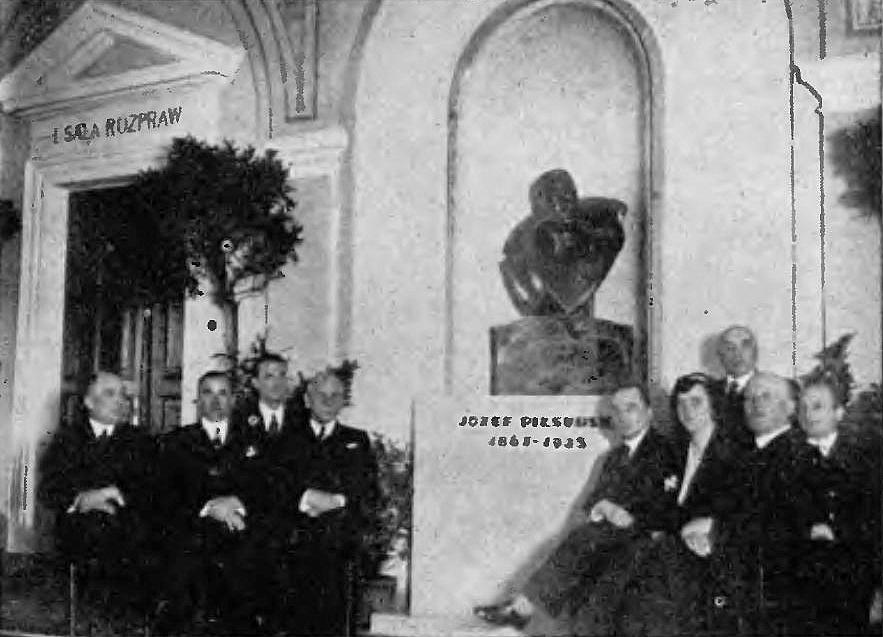
Stanisław Dębicki (w grupie po prawej jako pierwszy z lewej) podczas odsłonięcie popiersia Marszałka Józefa Piłsudskiego w gmachu Sądu Okręgowego we Lwowie w maju 1936. Obok m.in. Józef Chirowski, Juliusz Prachtel-Morawiański, Marian Zbrowski, Helena Lepiarz, Lucjan Malicki.

## Życiorys
Urodził się w 1891 na ziemi kieleckiej jako syn Józefa. W 1914 ukończył studia prawnicze w Moskwie. Podjął pracę w służbie adwokackiej. Podczas I wojny światowej od września 1917 pracował w sądownictwie w Kielcach. Tam był następnie podprokuratorem w sądzie okręgowym. Po odzyskaniu przez Polskę niepodległości brał udział w wojnie polsko-bolszewickiej jako ochotnik w szeregach 6 Pułku Ułanów, uczestnicząc w walkach w Małopolsce Wschodniej i na Wołyniu.
W okresie II Rzeczypospolitej sprawował stanowiska sędziego w sądzie okręgowym w Zamościu, prokuratora sądów okręgowych w Wilnie i w Grodnie. Od 1931 przez sześć lat pełnił funkcję prokuratora Sądu Okręgowego we Lwowie. Z tego stanowiska na początku sierpnia 1937 został mianowany przez prezydenta RP Ignacego Mościckiego prezesem Sądu Apelacyjnego we Lwowie.
We wrześniu 1938 został wybrany prezes VI Okręgu Związku Rezerwistów.
Podczas pracy w Wilnie został odznaczony Krzyżem Oficerskim Orderu Odrodzenia Polski.
Po wybuchu II wojny światowej, kampanii wrześniowej i agresji ZSRR na Polskę z 17 września 1939 w nieznanych okolicznościach dostał się do niewoli sowieckiej i osadzono go w obozie w Starobielsku, gdzie był przetrzymywany jako cywil. Wiosną 1940 został zamordowany przez funkcjonariuszy NKWD w Charkowie i pogrzebany potajemnie w bezimiennej mogile zbiorowej w Piatichatkach, gdzie od 17 czerwca 2000 roku mieści się oficjalnie Cmentarz Ofiar Totalitaryzmu w Charkowie. Figuruje na liście Gajdideja pod poz. 957.